# Bazna
Bazna là một xã thuộc hạt Sibiu, România. Dân số thời điểm năm 2002 là 3906 người.